# Râul Bobu, Olteț
Râul Bobu este un curs de apă, afluent de dreapta al râului Olteț, care este - la rândul său - un afluent de dreapta râului Olt. 

## Generalități
Râul Bobu are doi afluenți, ambii de stânga, râurile Sârbu și Lunca Ciocoiului.

## Hărți
- Harta județului Olt - Județul Olt